# ムリーロ・ブスタマンチ
ムリーロ・ブスタマンチ（Murilo Bustamante、1966年7月30日 - ）は、ブラジルの男性柔術家、総合格闘家。リオデジャネイロ州アルポラドル出身。ブラジリアン・トップチーム所属。元UFC世界ミドル級王者。ブラジル人史上初のUFC世界王者。

## 来歴
10歳からブラジリアン柔術を始め、カーウソン・グレイシーから黒帯を授与された。その後柔道、ボクシングを始めた。
1996年11月22日、イギリス・バーミンガムで行われたMARSリアリティー・トーナメント決勝戦でトム・エリクソンと対戦、圧倒的不利な体重差があるにもかかわらず、ドローに持ち込んだ。
2000年3月、アブダビコンバット99kg未満級に出場し、1回戦でマイク・ヴァン・アースデイルにポイント負け。

### UFC
2002年1月11日、UFC 35のUFC世界ミドル級タイトルマッチで王者デイブ・メネーに挑戦し、パウンドでTKO勝ちを収め王座獲得に成功した。
2002年5月10日、UFC 37のUFC世界ミドル級タイトルマッチで挑戦者のマット・リンドランドと対戦。1ラウンド早々にブスタマンチは腕ひしぎ十字固めを極めリンドランドはたまらずタップ（リンドランド本人はタップの意思はなかったとしている）したが、それをレフェリーが見逃す誤審があり試合が続行されたが集中力を切らさず、3ラウンドにフロントチョークでタップアウト勝ちを収め初防衛に成功した。

### PRIDE
2003年8月10日、PRIDE初参戦となったPRIDE GRANDPRIX 2003 開幕戦のミドル級（-93kg）グランプリ1回戦に負傷したヒカルド・アローナの代理として緊急出場。クイントン・"ランペイジ"・ジャクソンと対戦し、1-2の判定負け。PRIDEに出場したためUFC世界ミドル級王座を剥奪された。
2003年11月9日、PRIDE GRANDPRIX 2003 決勝戦のミドル級グランプリリザーブマッチでダン・ヘンダーソンと対戦し、パウンドでTKO負けを喫した。
2005年4月3日、ウェルター級（-83kg）転向初戦となったPRIDE 武士道 -其の六-で桜井隆多と対戦し、3-0の判定勝ち。
2005年9月25日、PRIDE 武士道 -其の九-のウェルター級トーナメント1回戦で須田匡昇、準決勝で美濃輪育久をそれぞれ破るも、2005年12月31日、PRIDE 男祭り 2005で行われた決勝戦でダン・ヘンダーソンに判定で敗れ準優勝に終わった。
2006年6月4日、PRIDE 武士道 -其の十一-のウェルター級グランプリ1回戦でアマール・スロエフと対戦し、0-3の判定負けを喫した。
2007年12月31日、やれんのか! 大晦日! 2007で瀧本誠と対戦し、1-2の判定負けを喫した。
2010年7月18日、Impact FCのジェシー・テイラー戦で2年半振りに復帰するも、2ラウンド途中に棄権してTKO負け。
2年ぶりに2012年3月31日にAmazon Forest Combat 2に出場し、デイブ・メネーと対戦。3-0の判定の判定勝ちを収め、この試合を引退試合とした。

## 人物・エピソード
- 齢四十を越えながらも、これまで以上に打撃に磨きをかけ戦いに挑み続けている。本人曰く、「フランスのワインのように、年々旨みが増している」とのこと[2]。

## 戦績
| 総合格闘技 戦績 | 総合格闘技 戦績 | 総合格闘技 戦績 | 総合格闘技 戦績 | 総合格闘技 戦績 | 総合格闘技 戦績 | 総合格闘技 戦績 |
| --------------- | --------------- | --------------- | --------------- | --------------- | --------------- | --------------- |
| 24 試合         | (T)KO           | 一本            | 判定            | その他          | 引き分け        | 無効試合        |
| 15 勝           | 6               | 5               | 4               | 0               | 1               | 0               |
| 8 敗            | 2               | 0               | 6               | 0               | 1               | 0               |

| 勝敗 | 対戦相手                             | 試合結果                            | 大会名                                                                   | 開催年月日     |
| ○    | デイブ・メネー                       | 5分3R終了 判定3-0                   | Amazon Forest Combat 2                                                   | 2012年3月31日  |
| ×    | ジェシー・テイラー                   | 2R 2:10 TKO（棄権）                 | Impact FC 2: The Uprising Sydney                                         | 2010年7月18日  |
| ×    | 瀧本誠                               | 2R（10分/5分）終了 判定1-2          | やれんのか! 大晦日! 2007                                                 | 2007年12月31日 |
| ○    | 桜井隆多                             | 1R 3:50 KO（左フック）              | DEEP 29 IMPACT                                                           | 2007年4月13日  |
| ○    | ユン・ドンシク                       | 2R（10分/5分）終了 判定3-0          | PRIDE 武士道 -其の十三-                                                  | 2006年11月5日  |
| ×    | アマール・スロエフ                   | 2R（10分/5分）終了 判定0-3          | PRIDE 武士道 -其の十一- 【ウェルター級グランプリ 1回戦】                 | 2006年6月4日   |
| ×    | ダン・ヘンダーソン                   | 2R（10分/5分）終了 判定1-2          | PRIDE 男祭り 2005 頂-ITADAKI- 【ウェルター級トーナメント 決勝】          | 2005年12月31日 |
| ○    | 美濃輪育久                           | 1R 9:51 TKO（サッカーボールキック） | PRIDE 武士道 -其の九- 【ウェルター級トーナメント 準決勝】                | 2005年9月25日  |
| ○    | 須田匡昇                             | 1R 3:20 腕ひしぎ十字固め            | PRIDE 武士道 -其の九- 【ウェルター級トーナメント 1回戦】                 | 2005年9月25日  |
| ○    | 桜井隆多                             | 2R（10分/5分）終了 判定3-0          | PRIDE 武士道 -其の六-                                                    | 2005年4月3日   |
| ×    | 中村和裕                             | 3R（10分/5分/5分）終了 判定0-3      | PRIDE GRANDPRIX 2004 決勝戦                                              | 2004年8月15日  |
| ×    | ダン・ヘンダーソン                   | 1R 0:53 TKO（膝蹴り→パウンド）      | PRIDE GRANDPRIX 2003 決勝戦 【ミドル級グランプリ リザーブマッチ】        | 2003年11月9日  |
| ×    | クイントン・"ランペイジ"・ジャクソン | 3R（10分/5分/5分）終了 判定1-2      | PRIDE GRANDPRIX 2003 開幕戦 【ミドル級グランプリ 1回戦】                 | 2003年8月10日  |
| ○    | マット・リンドランド                 | 3R 1:33 フロントチョーク            | UFC 37: High Impact 【UFC世界ミドル級タイトルマッチ】                    | 2002年5月10日  |
| ○    | デイブ・メネー                       | 2R 0:43 TKO（パウンド）             | UFC 35: Throwdown 【UFC世界ミドル級タイトルマッチ】                      | 2002年1月11日  |
| ×    | チャック・リデル                     | 5分3R終了 判定0-3                   | UFC 33: Victory in Vegas                                                 | 2001年9月28日  |
| ○    | 菊田早苗                             | 15分1R終了 判定3-0                  | PANCRASE 2000 TRANS TOUR                                                 | 2000年10月31日 |
| ○    | 安生洋二                             | 2R 0:31 肩固め                      | UFC 25: Ultimate Japan 3                                                 | 2000年4月14日  |
| ○    | ジェリー・ボーランダー               | 1R 5:38 KO（蹴り上げ）              | Pentagon Combat                                                          | 1997年9月27日  |
| △    | トム・エリクソン                     | 30分+延長10分終了 ドロー            | Martial Arts Reality Superfighting 【リアリティー・トーナメント 決勝】   | 1996年11月22日 |
| ○    | ジュアン・モット                     | 1:08 TKO（パウンド）                | Martial Arts Reality Superfighting 【リアリティー・トーナメント 準決勝】 | 1996年11月22日 |
| ○    | クリストファー・ヘイズマン           | 0:59 TKO（タオル投入）              | Martial Arts Reality Superfighting 【リアリティー・トーナメント 1回戦】  | 1996年11月22日 |
| ○    | ジョー・チャールズ                   | 1R 3:08 肩固め                      | Universal Vale Tudo Fighting 2                                           | 1996年6月24日  |
| ○    | マルセロ・メンデス                   | 1R 4:42 TKO（負傷）                 | Desafio: Jiu-Jitsu vs. Luta Livre                                        | 1991年9月26日  |

## 獲得タイトル
- 世界柔術選手権 黒帯ペサード(-91kg)級 準優勝（1996年）
- ブラジル柔術選手権 黒帯ペサード級 準優勝（1998年）
- ブラジル柔術選手権 黒帯アブソルート（無差別）級 優勝（1999年）
- 世界柔術選手権 黒帯ペサード級 優勝（1999年）
- 第2代UFC世界ミドル級王座（2002年）